# Olivo Muzul
Olivo Muzul (Fiume, ... – ...; fl. XX secolo) è stato un calciatore italiano, di ruolo centrocampista.

## Carriera
Il 30 settembre 1928 ha esordito in Divisione Nazionale in Brescia-Fiumana (3-2); nel corso della stagione ha giocato 17 delle 30 partite disputate dalla sua squadra.